# Alejo Stivel
Alejo Stivel (Alejo Stivelberg Katz, 1959 - Argentina) és un cantant, compositor i productor musical espanyol. Vocalista de la banda hispanoargentina Tequila als anys 70/80, i a la tornada de la banda el 2008, ha produït més d'una centena de discs.

## Biografia
Alejo Stivel va néixer el 1959 a l'Argentina, fill de l'escriptor, director i productor de cinema i de televisió David Stivel i de l'actriu Zulema Katz.
Emigra a Espanya, on, el 1977, forma part de la Spoonful Blues Band, juntament amb el seu compatriota Ariel Rot. Poc després, la banda canvia el seu nom a Tequila, conformada també pels espanyols Julián Infante, Felipe Lipe i Manolo Iglesias, amb Stivel com a vocalista. El grup arriba a l'èxit amb temes com Salta o Rock-and-Roll a la plaça del poble, publicant un total de quatre discs entre el 1978 i el 1981: Matrícula de honor (Matrícula d'honor: 1978), Rock-and-Roll (1979), Viva Tequila (Visca Tequil·la: 1980) i Confidencial (1981). La banda es desintegra el 1983, quedant així finalitzada l'etapa de Stivel com a vocalista.
Després d'un període sabàtic, vers el 1987 treballa a la producció de jingles juntament amb Nacho Cano, component del grup espanyol Mecano, amb el que en fou copropietari als anys 80' dels estudis Fairlight del carrer Cristòfor Bordiu de Madrid. Al principi es dedicaria als jingles de forma exclusiva i, uns tres anys després, compaginant aquesta activitat amb la producció discogràfica. A aquesta activitat es dedicaria de mode intensiu fins a l'actualitat, produint-ne més de cent discs en la seva trajectòria, gran part d'ells de gènere pop. Entre ells estan 19 días y 500 noches (19 dies i 500 nits: 1999), de Joaquín Sabina i diversos discs de debut d'artistes que arribarien a la fama, com Dile al sol (Digues-li al sol: primer disc del grup La Oreja de Van Gogh, 1998) o el primer àlbum d'estudi d'El Canto del Loco, sota el títol homònim: El Canto del Loco (2000).
El 2007, presenta l'espectacle musical Soulería, idea duta a terme pel cantant Pitingo, que consisteix a fusionar la música negra amb el flamenc i que suposarà un gran èxit. El 2008 s'anuncia la tornada als escenaris de Tequila, en una gira estiuenca on Alejo Stivel interpreta els temes de la banda. Aquest mateix any participa com a productor musical i encarregat de la selecció dels concursants del programa espanyol Hijos de Babel (Fills de Babel).

## Discografia

### AmbTequila
- Matrícula de honor (Matrícula d'honor) (1978)
- Rock-and-Roll (1979)
- Viva Tequila (Visca Tequil·la) (1980)
- Confidencial (1981)

### Com a productor
Alguns dels àlbums produïts per Alejo Stivel han estat:
- Todo ha cambiado (Tot ha canviat: Neón, 1990)
- Dile al sol (Digues-li al sol: La Oreja de Van Gogh, 1998)
- 19 días y 500 noches (19 dies i 500 nits: Joaquín Sabina, 1999)
- Usar y tirar (Usar i llençar: M-Clan, 1999)
- El Canto del Loco (El cant del boig: El Canto del Loco, 2000)
- Los Caños (Los Caños, 2000)
- Los mejores Lunes (Els millors dilluns: Los Lunes que Quedan, 2000)
- Mayo longo (Carlos Núñez, 2000)
- La Loca María (La boja Maria: La Loca María, 2001)
- Vestidos de domingo (Vestits de diumenge: La Cabra Mecánica, 2001)
- La fuerza del sol (La força del sol: Verónica Romeo, 2002)
- Rosa (Rosa López, 2002)
- Amores modernos (Amors moderns: La Tercera República, 2003)
- Airbag (Airbag, 2004)
- Sopa fría (Sopa freda: M-Clan, 2004)
- El Lunático (El lunàtic: El Lunático, 2006)
- Kiko y Shara (Kiko y Shara, 2006)
- Melocos (Melocos, 2007)